# Pygarctia angelus
Pygarctia angelus là một loài bướm đêm thuộc phân họ Arctiinae, họ Erebidae.